# Arroyo Soberbio
Arroyo Soberbio är ett vattendrag i Argentina.   Det ligger i provinsen Misiones, i den nordöstra delen av landet, 900 kilometer norr om huvudstaden Buenos Aires.